# Студеновка (приток Карая)
Студеновка — река в России, протекает по территории Турковского и Романовского районов Саратовской области. Устье реки находится в 67 км от устья реки Карай по левому берегу. Длина реки — 26 км, площадь водосборного бассейна — 373 км²

## Данные водного реестра
По данным государственного водного реестра России относится к Донскому бассейновому округу, водохозяйственный участок реки — Хопёр от истока до впадения реки Ворона, речной подбассейн реки — Хопер. Речной бассейн реки — Дон (российская часть бассейна).